# Еден Лехнер
Еден Лехнер (мађ. Ödön Lechner; Пешта, 27. август 1845 — Будимпешта, 10. јун 1914) је мађарски архитекта. Познат је и као мађарски Гауди. Један је од најзначајнијих представника ар нуво покрета у Мађарској архитектури. Био је први председник Удружења мађарских архитеката 1902. и члан Удружења финих уметности 1907.

## Школовање
Лехнер је студије архитектуре започео у Будимпешти, где је годину дана похађао школу која је претеча данашњег Техничког Универзитета у Будимпешти. Уследило је трогодишње школовање у Берлину, на Грађевинској Академији (Bauakademie). Након завршетка студија у Берлину, одлази на годину дана у Италију, где учи и путује. Ово путовање имало је велики утицај на његове прве радове.

## Живот и каријера

### Почетак каријере
1869. године, са Ђулом Партошем (мађ. Gyula Pártos) оснива партнерску фирму. Током седамдесетих година 19. века, у време градитељског бума, њихова фирма доживела је процват. Углавном су радили пројекте стамбених зграда, ослањајући се на неокласицистички утицај Берлина и италијанске ренесансе. Лехнер је партнерство прекинуо 1875. године, након смрти супруге.
Одлази у Париз, у којем борави наредне три године. Запослење налази у канцеларији француског архитекте Клемента Парента (Clément Parent) и учествује у рестаурацији старих замкова и изградњи нових зграда у неокласицистичком стилу. Вративши се у Мађарску 1879, обнавља партнерство са Партошем и наставља да живи и ради у Будимпешти.

### Прекретница у каријери
Током 1889. и 1890. борави у Лондону. Ово путовање утицало је на његово одвајање од неокласицистичког стила и формирање новог стила базираног на мађарским фолк мотивима и арт нувоу. 1896. коначно прекида сарадњу са Партошем и од тада ради као самостални архитект.
Еден Лехнер назива се мађарски Гауди, због свог иновативног стила. Да ли је срео Гаудија или не, остало је непознато. Сигурно је да је 1878. године, баш у време његовог борака у Паризу, одржана Светска изложба и да су Гаудијева дела била презентована на њој.
Након Музеја примењених уметности у Будимпешти, Лехнер је пројектовао велики број зграда у Будимпешти и другим градовима. Ове пројекте радио је, како у сарадњи са другим архитектама, тако и са својим ученицима. Изградња једног од последњих Лехнерових дела, Гимназије светог Ладислава, завршена је након његове смрти, 1914. године.

### Коришћење нових материјала
Еден Лехнер (Пешта, 27. август 1845 — Будимпешта, 10. јун 1914) један је од првих архитеката који је у свом раду користио нове технике и нове материјале у конструкцији. Користио је много челика (пример пословна зграда Тонет), а прекретницу у његовом раду представља повезивање са фабриком теракоте Жолнаи. Производе ове чувене печујске фабрике, Лехнер је врло радо користио. У прилог му је ишло и то што је Жолнаи развио и патентирао нову технику, захваљујући којој су његови производи били отпорни на временске услове. Тако је Лехнер могао да их користи у декорацији фасада и кровова. Ове плочице имале су на себи мађарске и турске народне мотиве, што је постало једна од карактеристика и препознатљивости Лехнера као уметника.

## Дела
Најславнија дела Одона Лехнера, Мађарска је 2008. године номиновала за упис у УНЕСКО Списак места Светске баштине у Европи.
- Градска кућа, Кечкемет (1893)
- Музеј примењених уметности, Будимпешта (1896)
- Црква светог Ладислава, Будимпешта (1891—1897)
- Геолошки институт, Будимпешта (1896—1899)
- Поштанска штедна банка, Будимпешта (1899.—1902)

Његове знамените грађевине су и
- Градска кућа, Сегедин (1882)
- Градска кућа, Зрењанин (1885—1886)
- Краљевска католичка гимназија, Братислава (1906—1908)
- Црква свете Елизабете, Братислава (1907—1913)
- Гимназија светог Ладислава, Будимпешта (1914—1915)

## Признања
1911. године, Лехнер је на Међународној изложби архитектуре у Риму, освојио златну медаљу за животно дело. Ипак, највеће признање је чињеница да се Лехнер данас назива ″оцем мађарског националног стила″ у архитектури и да су његове грађевине узор многим архитектама.
- Споменик Лехнеру у Будимпешти
- Поштанска штедна банка
- Музеј примењених уметности у Будимпешти
- Геолошки музеј у Будимпешти
- Градска кућа у Сегедину
- Црква светог Ладислава
- Црква свете Елизабете у Братислави
- Вила Балаж у Будимпешти